# ناوكو يامادا
ناوكو يامادا (باليابانية: 山田尚子 ) (و. 1984  م) هي مخرجة الإنيمايشن، ومخرجة أفلام، ورسامة رسوم متحركة يابانية، ولدت في غونما.

## التعليم
تعلمت في جامعة كيوتو للفنون ‏.

## أعمالها
- كي أون! (2009)[3]
- كي أون!: Live House! (أوفا 2010)
- كي أون !! (2010)[3]
- كي أون!!: Plan!! (أوفا 2011)
- كي أون! الفيلم (فيلم 2011)[3]
- تاماكو ماركت (2013)[4]
- تاماكو لاف ستوري (فيلم 2014)[5]
- صوت! يوفونيوم (2015-2016، حلقتين)
- صوت صامت (فيلم 2016)[6]
- ليز آند ذا بلو بيرد (فيلم 2018)[7]

## وصلات خارجية
- ناوكو يامادا على موقع IMDb (الإنجليزية)
- ناوكو يامادا على موقع أول موفي (الإنجليزية)
- ناوكو يامادا على موقع قاعدة بيانات الفيلم (الإنجليزية)
- ناوكو يامادا على موقع كينوبويسك (الروسية)
- ناوكو يامادا على موقع ANN person (الإنجليزية)